# Silnice II/326
Silnice II/326 je silnice II. třídy, která vede z Nového Bydžova do Vinic. Je dlouhá 15,8 km. Prochází jedním krajem a dvěma okresy.

## Vedení silnice

### Královéhradecký kraj, okres Hradec Králové
- Nový Bydžov (křiž. II/324, III/32421)
- Králíky (křiž. III/3261, III/3262, III/32327)
- Myštěves (křiž. III/3263, III/28052, III/3265)

### Královéhradecký kraj, okres Jičín
- Sukorady (křiž. II/280, III/28048)
- Bašnice (křiž. III/32348, III/3267, III/32612)
- Vinice (křiž. I/35, III/32522)